# Årnarps naturreservat
Årnarp är ett naturreservat i Snöstorps socken i Halmstads kommun i Halland.
Reservatet är 9 hektar stort och skyddat sedan 1990. Det ligger utmed Fylleån söder om Skedala, cirka 300 meter öster om bron vid Landala. Det är avsatt för att bevara en sträcka av Fylleåns dalgång med åns värdefulla bottnar, stränder och lövskogssluttningar. Här finns betesmark och området är gammal kulturbygd med många fornlämningar såsom gånggriften (gravkammare från cirka 3000 f.Kr) vid Tolarp.

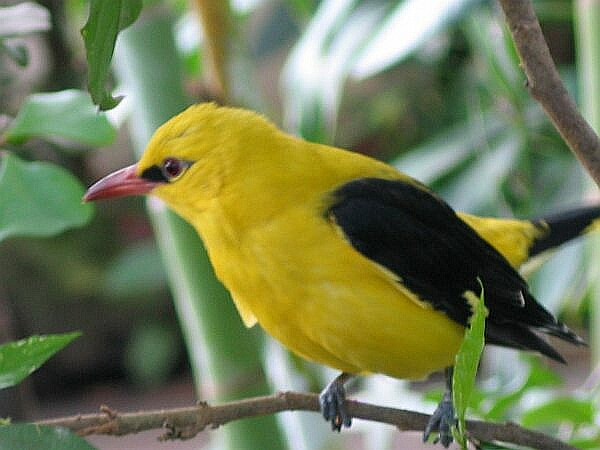
Sommargylling

Fylleån slingrar sig fram och loppet ändras efter hand genom reservatet. I ån finns viktiga lekplatser för lax och havsöring. I skogen finns ett rikt fågelliv med gulsångare, stenknäck, mindre hackspett och sommargylling. Nere vid ån finns kungsfiskare, strömstare och forsärla.